# Derris caudatilimba
Derris caudatilimba là một loài thực vật có hoa trong họ Đậu. Loài này được F.C.How miêu tả khoa học đầu tiên.